# Vanuatu na Letních olympijských hrách 2012
Vanuatu se účastnilo Letní olympiády 2012. Zastupovalo ho 5 sportovců (3 muži a 2 ženy) ve 3 sportech. Byla to 7. účast této země na olympijských hrách. Vanuatu nevybojovalo žádnou medaili.

## Seznam všech zúčastněných sportovců
| Číslo | Jméno              | Pohlaví | Věk | Sport        |
| ----- | ------------------ | ------- | --- | ------------ |
| 1     | Janice Alatoa      | Žena    | 23  | Atletika     |
| 2     | Arnold Sorina      | Muž     | 24  | Atletika     |
| 3     | Nazario Fiakaifonu | Muž     | 24  | Judo         |
| 4     | Anolyn Lulu        | Žena    | 33  | Stolní tenis |
| 5     | Yoshua Shing       | Muž     | 19  | Stolní tenis |